# Álbuns número um na Billboard 200 em 1995
A seguir apresenta-se a lista dos álbuns número um na Billboard 200 no ano de 1995. Os dados foram compilados pela Nielsen SoundScan, a qual então baseava-se apenas nas vendas físicas a cada semana nos Estados Unidos, e publicados através da revista Billboard.

## Histórico
| Data            | Álbum                                      | Artista                               | Referências |
| --------------- | ------------------------------------------ | ------------------------------------- | ----------- |
| 7 de Janeiro    | The Hits                                   | Garth Brooks                          | [ 2 ]       |
| 14 de Janeiro   | The Hits                                   | Garth Brooks                          | [ 3 ]       |
| 21 de Janeiro   | The Hits                                   | Garth Brooks                          | [ 4 ]       |
| 28 de Janeiro   | The Hits                                   | Garth Brooks                          | [ 5 ]       |
| 4 de Fevereiro  | The Hits                                   | Garth Brooks                          | [ 6 ]       |
| 11 de Fevereiro | Balance                                    | Van Halen                             | [ 7 ]       |
| 18 de Fevereiro | The Hits                                   | Garth Brooks                          | [ 8 ]       |
| 25 de Fevereiro | The Hits                                   | Garth Brooks                          | [ 9 ]       |
| 4 de Março      | The Hits                                   | Garth Brooks                          | [ 10 ]      |
| 11 de Março     | II                                         | Boyz II Men                           | [ 11 ]      |
| 18 de Março     | Greatest Hits                              | Bruce Springsteen & The E Street Band | [ 12 ]      |
| 25 de Março     | Greatest Hits                              | Bruce Springsteen & The E Street Band | [ 13 ]      |
| 1º de Abril     | Me Against the World                       | Tupac Shakur                          | [ 14 ]      |
| 8 de Abril      | Me Against the World                       | Tupac Shakur                          | [ 15 ]      |
| 15 de Abril     | Me Against the World                       | Tupac Shakur                          | [ 16 ]      |
| 22 de Abril     | Me Against the World                       | Tupac Shakur                          | [ 17 ]      |
| 29 de Abril     | The Lion King                              | Vários                                | [ 18 ]      |
| 6 de Maio       | Throwing Copper                            | Live                                  | [ 19 ]      |
| 13 de Maio      | Friday                                     | Vários                                | [ 20 ]      |
| 20 de Maio      | Friday                                     | Vários                                | [ 21 ]      |
| 27 de Maio      | Cracked Rear View                          | Hootie & the Blowfish                 | [ 22 ]      |
| 3 de Junho      | Cracked Rear View                          | Hootie & the Blowfish                 | [ 23 ]      |
| 10 de Junho     | Cracked Rear View                          | Hootie & the Blowfish                 | [ 24 ]      |
| 17 de Junho     | Cracked Rear View                          | Hootie & the Blowfish                 | [ 25 ]      |
| 24 de Junho     | Pulse                                      | Pink Floyd                            | [ 26 ]      |
| 1º de Julho     | Cracked Rear View                          | Hootie & the Blowfish                 | [ 27 ]      |
| 8 de Julho      | HIStory: Past, Present and Future – Book I | Michael Jackson                       | [ 28 ]      |
| 15 de Julho     | HIStory: Past, Present and Future – Book I | Michael Jackson                       | [ 29 ]      |
| 22 de Julho     | Pocahontas                                 | Vários                                | [ 30 ]      |
| 29 de Julho     | Cracked Rear View                          | Hootie & the Blowfish                 | [ 31 ]      |
| 5 de Agosto     | Dreaming of You                            | Selena                                | [ 32 ]      |
| 12 de Agosto    | E 1999 Eternal                             | Bone Thugs-n-Harmony                  | [ 33 ]      |
| 19 de Agosto    | E 1999 Eternal                             | Bone Thugs-n-Harmony                  | [ 34 ]      |
| 26 de Agosto    | Cracked Rear View                          | Hootie & the Blowfish                 | [ 35 ]      |
| 2 de Setembro   | Dangerous Minds                            | Vários                                | [ 36 ]      |
| 9 de Setembro   | Dangerous Minds                            | Vários                                | [ 37 ]      |
| 16 de Setembro  | Dangerous Minds                            | Vários                                | [ 38 ]      |
| 23 de Setembro  | Dangerous Minds                            | Vários                                | [ 39 ]      |
| 30 de Setembro  | Cracked Rear View                          | Hootie & the Blowfish                 | [ 40 ]      |
| 7 de Outubro    | Jagged Little Pill                         | Alanis Morissette                     | [ 41 ]      |
| 14 de Outubro   | Jagged Little Pill                         | Alanis Morissette                     | [ 42 ]      |
| 21 de Outubro   | Daydream                                   | Mariah Carey                          | [ 43 ]      |